# أوجينيو دومينغو سولانس
Eugenio Domingo Solans (بالإسبانية: Eugenio Domingo Solans)‏ (26 نوفمبر 1945 - 9 نوفمبر 2004) اقتصادي إسباني شغل منصب عضو المجلس التنفيذي للبنك المركزي الأوروبي من 1998 إلى 2004. في عام 2006 حصل بعد وفاته على وسام الصليب الأكبر لإيزابيلا الكاثوليكية.